# 日本の合戦一覧
日本の合戦一覧（にほんのかっせんいちらん）は、日本の歴史上で発生した武力を以って行った主要な争いの一覧である。
概ね「戦い」や「合戦」は軍隊同士の大規模な戦闘、「乱」は国家や公的な組織に対する内戦・反乱・クーデターに当たる争い、「変」は国家や公的な組織による内戦・反乱・クーデター、「役」は外国・異民族との戦争のことである。

## 縄文時代
- 晩期（B.C.1300年頃 - B.C.300年頃） : 高砂貝塚（たかさご　北海道虻田郡洞爺湖町）集団間戦闘での損傷を強く示唆する人骨

## 弥生時代
- 中期 - 後期（紀元前1世紀頃 - 4世紀中頃？、古く見る説では紀元前4世紀頃 - 3世紀前半） : 環濠集落や高地性集落の広がり（かんごうしゅうらく、こうちせいしゅうらく　九州から関東）広い地域で恒常的に戦乱
- 中期後半 - 後期（1世紀頃 - 4世紀中頃？） : 鶴見川流域の激烈な戦乱[3]（つるみ　神奈川県）環濠集落が密集
- 後期（2世紀頃 - 4世紀中頃？） : 青谷上寺地遺跡の大量虐殺（あおやかみじち　鳥取県鳥取市）
- 2世紀後半（？ - 189年頃） : 倭国大乱（わこくたいらん、北九州または西日本）
- 3世紀（260年代まで？） : 邪馬台国と狗奴国の抗争（やまたいこく、くなこく　北九州対南九州または西日本対東海・関東）
- 240年代末 - 250年代？ : 邪馬台国で卑弥呼死後戦乱の末台与（壱予）が女王（ひみこ、とよ/いよ　北九州または関西）
- 3世紀？ - 4世紀？　北九州の倭国と新羅の戦争（わこく、しらぎ　新羅）三韓征伐より前の倭と新羅の戦争を、北九州の倭人の国の新羅侵攻とする説がある[4]。古いものは弥生時代

## 古墳時代
- 3世紀後半から4世紀後半？ : 入の沢遺跡の滅亡（いりのさわ　陸奥国 - 宮城県栗原市）大和朝廷側の村が蝦夷に滅ぼされたか

- 4世紀後半 : 北九州の地方国家の新羅侵攻と敗北（しらぎ　新羅）大和王権進出直前の事か[5]
- 391年 - 407年（392年 - 408年[6]） : 大和王権と高句麗の戦争（倭国と高句麗の17年戦争[7]）（やまと/わ、こうくり　高句麗、新羅、百済など）
- 478年 : 倭王武（雄略天皇）が上表文で高句麗との戦争の意思を表明（わおうぶ

- 神武東征（じんむとうせい　主に近畿地方）
  - 孔舎衙坂の戦い（くさえざか　河内国）
- 健磐龍命の阿蘇派遣（たけいわたつ　肥後国阿蘇地方）九州中部の占領
- 神渟名川耳尊と手研耳命の皇位継承争い（かむぬなかわみみ、たぎしみみ　大和国）
- 武埴安彦の乱（たけはにやすひこ　大和国、山城国）
- 温羅の乱（うら　吉備国など瀬戸内海周辺）
- 四道将軍の派遣（しどうしょうぐん/よつみちのいくさのきみ　会津から備州や丹後まで）
- 出雲振根（阿多命）を討滅（いづものふるね、あた　出雲国）
- 武五百建命の信濃派遣（たけいおたつ　信濃国）
- 都怒我阿羅斯等の来朝と新羅との争い（つぬがあらしと、しらぎ　日本、任那、新羅）
- 狭穂彦の乱（さほびこ　大和国）
- 景行天皇の征西（けいこう　九州）
- 倭建命の征討活動（やまとたける　九州、関東、東北など）
- 仲哀天皇の征西と死（ちゅうあい　長門国、筑前国）
- 神功皇后が田油津媛らを撃滅（じんぐう、たぶらつひめ　筑後国山門郡など）[8]
- 三韓征伐（さんかんせいばつ/みつのから　朝鮮半島）
- 忍熊王・麛坂王の乱（おしくまのみこ、かごさかのみこ　播磨国、摂津国、紀伊国、山城国、近江国）
- 大浜宿禰が海民の騒動を鎮圧（おおはまのすくね　不明）
- 武内宿禰を弟が讒言し盟神探湯で決着（たけしうちのすくね、くかたち　九州、大和国）
- 葛城襲津彦が新羅の美女の誘惑に引っかかり加羅を討つ（かずらき の そつひこ、しらぎ、から　新羅、加羅）
- 大山守皇子の乱（おおやまもりのみこ　山城国）
- 仁徳天皇が隼総別皇子を誅殺（はやぶさわけのみこ　大和国、伊勢国）
- 上毛野君田道による新羅征伐（かみつけぬ の きみ たぢ　新羅）
- 蝦夷の反乱で上毛野君田道が戦死（たぢ　陸奥国 - 宮城県石巻市？、千葉県いすみ市説もあり）
- 武振熊が両面宿儺を討滅（たけふるくま、りょうめんすくな/ふたつら　飛騨国）
- 住吉仲皇子の乱（すみのえのなかつみこ　摂津国、大和国）
- 允恭天皇が玉田宿禰を誅殺（いんぎょう、たまだのすくね　大和国）
- 木梨軽皇子の失脚（きなしのかるのみこ　大和国）
- 安康天皇による大草香皇子の殺害（あんこう　おおくさかのみこ　大和国）
- 眉輪王の変と雄略天皇（倭王武）による皇族殺戮（まよわのおおきみ　ゆうりゃく　大和国）
- 膳斑鳩らによる対高句麗防御戦（かしわでのいかるが　新羅）
- 雄略天皇による吉備下道臣前津屋一族誅殺（きびのしもつみちのおみのさきつや　備中国）
- 吉備氏の乱（吉備上道臣田狭の反乱）（きびのかみつみちのおみのたさ　任那）
- 紀小弓、大伴談らによる新羅征伐（きのおゆみ、おほとものかたり　新羅）
- 星川皇子の乱による反乱（ほしかわのみこ　大和国、備前国、備中国）
- 紀大磐が三韓の王になろうとするが失敗（きのおおいわ　任那、百済）
- 平群真鳥、平群鮪父子を誅殺（へぐりのまとり、へぐりのしび　大和国）
- 527年? - 528年? : 磐井の乱（いわい　筑後国）
- 529年? - 530年? : 近江毛野の任那派遣
- 531年? : 辛亥の変
- 534年? : 武蔵国造の継承争い（むさしのくにのみやつこ/むさしこくぞう　武蔵国、上野国）
- 554年 : 管山城の戦い（朝鮮語版）
- 562年? : 新羅が任那を併合（しらぎ、みまな　任那）

## 飛鳥時代
- 587年? : 丁未の乱（ていび　大和国、河内国）物部守屋の滅亡
- 600年 : 推古朝の新羅征討（すいこ、しらぎ　新羅）
- 610年 : 隋による流求侵攻（中国語版）（ずい、りゅうきゅう　流求 - 沖縄？台湾？薩南？）
- 623年 : 推古朝の新羅征討（すいこ、しらぎ　新羅）
- 643年 : 蘇我入鹿が山背大兄王一族を滅ぼす（そがのいるか、やましろのおおえのおう　大和国）
- 658年 - 660年 : 阿倍比羅夫の北方遠征（あべのひらふ　東北、渡嶋 - 北海道？）
- 660年頃 : 蝦夷と粛慎の交戦（えみし、みしはせ　渡嶋 - 北海道？）
- 663年 : 白村江の戦い（はくすきのえ/はくそんこう　新羅 - 錦江河口付近）
- 672年 : 壬申の乱（じんしん　大和国、伊勢国、尾張国、美濃国、近江国など）
  - 672年 : 乃楽山の戦い（ならやま　大和国）
  - 672年 : 当麻の戦い（たぎま　大和国）
  - 672年 : 倉歴の戦い（くらふ　伊賀国）
  - 672年 : 倭京の戦い（やまとのみやこ　大和国）
  - 672年 : 葦池の戦い（あしいけ　大和国）
  - 672年 : 箸墓の戦い（はしはか　大和国）
  - 672年 : 息長横河の戦い（おきながのよこかわ　近江国）
  - 672年 : 安河浜・栗太の戦い（やすのかわ・くるもと　近江国）
  - 672年 : 瀬田橋の戦い（せたはし　近江国）

## 奈良時代
- 720年 - 721年 : 隼人の反乱（はやと　大隅国・薩摩国）
- 720年前後？ : 羊太夫の乱（ひつじだゆう　上野国）
- 740年 : 藤原広嗣の乱（ふじわらのひろつぐ　筑前国・豊前国・長門国など）
- 758年 : 藤原仲麻呂による新羅征討計画（ふじわらのなかまろ、しらぎ）
- 764年 : 藤原仲麻呂の乱（恵美押勝の乱）（ふじわらのなかまろ、えみのおしかつ　大和国・山城国・近江国・越前国）
- 774年 : 桃生城襲撃事件（ものう　陸奥国 - 宮城県）
- 774年 : 宝亀五年の征夷（ほうき　陸奥国 - 宮城県）
- 776年 : 宝亀七年の征夷（ほうき　陸奥国 - 宮城県）
- 780年 : 宝亀の乱（ほうき　陸奥国 - 宮城県）
- 789年 : 延暦八年の征夷（えんりゃく　陸奥国 - 岩手県）
  - 789年 : 巣伏の戦い（すぶしまたはすぶせ　陸奥国 - 岩手県奥州市）
- 794年 : 延暦十三年の征夷（えんりゃく　陸奥国 - 岩手県）

## 平安時代
- 801年 : 延暦二十年の征夷（えんりゃく　陸奥国 - 岩手県）
- 811年 : 弘仁二年の征夷（こうにん　陸奥国 - 青森県）
- 813年 : 弘仁の韓寇（こうにんのかんこう　対馬国）
- 820年 : 弘仁新羅の乱（こうにんしらぎのらん　遠江国、駿河国、伊豆国）
- 820年 : 弘仁新羅の寇（こうにんしらぎのこう　肥前国）
- 869年 : 貞観の韓寇（じょうがん　豊前国）
- 878年 : 元慶の乱（がんぎょう　出羽国）
- 889年 : 寛平・延喜東国の乱（かんぴょう、えんぎ、とうごく/あづまのくに　東国）
- 893年 : 寛平の韓寇（かんぴょうのかんこう　壱岐国、対馬国、肥前国、肥後国）
- 911年 : 弘仁の新羅の賊（こうにん　対馬国）
- 913年 : 弘仁の新羅の賊（こうにん　肥前国）
- 935年 - 940年 : 承平天慶の乱 の平将門の乱（じょうへいてんぎょう、たいらのまさかど　関東）初期は私戦で天慶2年から反乱
- 939年 : 天慶の乱 (出羽国)（てんぎょう　出羽国）
- 940年 - 941年 : 承平天慶の乱 の藤原純友の乱（じょうへいてんぎょう、ふじわらのすみとも　西日本、畿内も？）
- 947年 : 藤原是助の乱（ふじわらのこれすけ　伯耆国）
- 997年 : 長徳の入寇（ちょうとく　九州全域）
- 999年 : 大宰府が南蛮人（奄美大島らしい）を追討（九州、奄美大島）
- 1019年 : 刀伊の入寇（とい　対馬国、壱岐国、筑前国、高麗）
- 1028年 - 1030年 : 平忠常の乱（たいらのただつね　上総国・下総国）
- 1051年 - 1062年 : 前九年の役（ぜんくねんのえき　陸奥国）
  - 1051年 : 鬼切部の戦い（迫川の戦い）（おにきるべ　陸奥国 - 宮城県大崎市）
  - 1056年 : 阿久利河の戦い（迫川の戦い）（あくとがわ　陸奥国 - 岩手県一関市？）
  - 1056年 : 黄海柵の戦い（きのみのさく　陸奥国 - 岩手県一関市）
  - 1062年 : 小松柵の戦い（こまつさく　陸奥国 - 岩手県一関市）
- 1070年頃 : 延久蝦夷合戦（えんきゅうえぞ　陸奥国、蝦夷地？）
- 1083年 - 1087年 : 後三年の役（ごさんねんのえき　出羽国）
  - 1086年 : 沼柵の戦い（ぬまさく　出羽国 - 秋田県横手市）
  - 1087年 : 金沢柵の戦い（かなざわさく　出羽国 - 秋田県横手市）
- 1107年 - 1108年 : 源義親の乱（みなもとのよしちか　出雲国）
- 1156年 : 保元の乱（ほうげん　京周辺）
- 1159年 : 平治の乱（へいじ　京周辺）
- 1177年 : 鹿ケ谷の陰謀（ししがたにのいんぼう）
- 1179年 : ツホカミ山の戦い（つほかみやま　伯耆国）
- 1180年 - 1185年 : 治承・寿永の乱（じしょう、じゅえい　関東から九州）
  - 1180年 : 以仁王の挙兵（もちひとおう　山城国  治承4年5月26日）
  - 1180年 : 石橋山の戦い（いしばしやま　相模国  治承4年8月23日）
  - 1180年 : 衣笠城合戦（きぬがさじょう　相模国  治承4年8月26日）
  - 1180年 : 市原合戦（いちはら　信濃国  治承4年9月7日）
  - 1180年 : 富士川の戦い（ふじがわ　駿河国 治承4年10月20日頃）
  - 1181年 : 南都焼討 (なんとやきうち 大和国　治承4年12月28日)
  - 1181年 : 墨俣川の戦い（すのまたがわ　尾張国、美濃国）
  - 1181年 : 横田河原の戦い（よこたがわら　信濃国）
  - 1183年 : 火打城の戦い（ひうちじょう　越前国）
  - 1183年 : 野木宮合戦（のぎみや　下野国）
  - 1183年 : 倶利伽羅峠の戦い（くりからとうげ　加賀国、越中国）
  - 1183年 : 篠原の戦い（しのはら　加賀国）
  - 1183年 : 水島の戦い（みずしま　備中国）
  - 1183年 : 室山の戦い（むろやま　播磨国）
  - 1183年 : 法住寺合戦（ほうじゅうじ　京）
  - 1184年 : 宇治川の戦い（うじがわ　山城国）
  - 1184年 : 粟津の戦い（あわづ　近江国）
  - 1184年 : 一ノ谷の戦い（いちのたに　摂津国）
  - 1184年 : 三日平氏の乱（みっかへいし　伊勢国、伊賀国）
  - 1185年 : 藤戸の戦い（ふじと　備前国）
  - 1185年 : 屋島の戦い（やしま　讃岐国）
  - 1185年 : 壇ノ浦の戦い（だんのうら　長門国）
- 1185年 : 河原津の合戦（かわはらつ　摂津国）
- 1185年 : 河尻の戦い（かわじり　摂津国）

## 鎌倉時代
- 1186年？ : 利勇が天孫氏を滅ぼす（りゆう　てんそん　琉球）
- 1187年ごろ : 舜天が利勇を討つ（しゅんてん　りゆう　琉球）
- 1188年 : 貴海島征伐（きかいじま　貴海国）
- 1188年 : 出羽国の戦い（でわのくに　出羽国）
- 1189年 : 衣川の戦い（ころもがわ　陸奥国）
- 1189年 : 奥州合戦（おうしゅう　陸奥国）
  - 石那坂の戦い（いしなざか　陸奥国）
  - 阿津賀志山の戦い（あつかしやま　陸奥国）
- 1190年 : 大河兼任の乱（おおかわかねとう　出羽国、陸奥国）
- 1199年 : 梶原景時の変（かじわらかけとき　駿河国）
- 1201年 : 建仁の乱 （けんにん　山城国、越後国）
- 1203年 : 比企能員の変（ひきよしかず　相模国）
- 1205年 : 畠山重忠の乱（はたけやましげただ　相模国）
- 1213年 : 泉親衡の乱（いずみちかひら　相模国）
- 1213年 : 和田合戦（わだがっせん　相模国）
- 1221年 : 承久の乱（じょうきゅう　関東、東海、北陸、近畿）
- 1247年 : 宝治合戦（ほうじ　相模国）
- 1264年 - 1286年 : モンゴルの樺太侵攻（サハリン、蝦夷が島）北海道のアイヌ人も関わる
- 1268年 - 文永の蝦夷の乱
- 1272年 : 二月騒動（にがつそうどう　山城国 - 京、相模国 - 鎌倉）
- 1274年 : 文永の役（元寇）（ぶんえい、げんこう　北九州）
  - 対馬侵攻（つしま　対馬国）
  - 壱岐侵攻（いき　壱岐国）
  - 赤坂の戦い（あかさか　筑前国）
  - 鳥飼潟の戦い（とりかいがた　筑前国）
- 1281年 : 弘安の役（元寇）（こうあん、げんこう　北九州）
  - 対馬侵攻（つしま　対馬国）
  - 壱岐侵攻（いき　壱岐国）
  - 志賀島の戦い（しかのしま　筑前国）
  - 壱岐島の戦い（いきのしま　壱岐国）
  - 鷹島沖海戦（たかしまおき　肥前国）
  - 御厨海上合戦（みくりや　肥前国）
  - 鷹島掃蕩戦（たかしま　肥前国）
- 1285年 : 霜月騒動（しもつきそうどう　相模国 - 鎌倉）
- 1293年 : 平禅門の乱（へいぜんもん　相模国）
- 1323年頃 - 15世紀前半 : 前期倭寇（ぜんきわこう　元 - 明、高麗）
- 1324年 : 正中の変（しょうちゅう　山城国 - 京）
- 1326年 - 1328年 : 安藤氏の乱（あんどうし　蝦夷大乱）
- 1331年 - 1333年 : 元弘の乱（げんこう　近畿、関東、九州など）
  - 1331年 : 笠置山の戦い（かさぎやま　山城国）
  - 1331年 : 赤坂城の戦い（あかさかじょう　河内国）
  - 1333年 : 瀬川合戦（せがわ　摂津国）
  - 1333年 : 千早城の戦い（ちはやじょう　河内国）
  - 1333年 : 船上山の戦い（せんじょうさん　伯耆国）
  - 1333年 : 六波羅探題の戦い（ろくはらたんだい　山城国、近江国）
  - 1333年 : 小手指原の戦い（こてさしがはら　武蔵国）
  - 1333年 : 久米川の戦い（くめがわ　武蔵国）
  - 1333年 : 分倍河原の戦い（ぶばいがわら　武蔵国）
  - 1333年 : 関戸の戦い（せきど　武蔵国）
  - 1333年 : 鎌倉の戦い（かまくら　相模国）
  - 1333年 : 東勝寺合戦（とうしょうじ　相模国）
  - 1333年 : 鎮西探題の戦い（ちんぜいたんだい　筑前国）

- 1335年 : 中先代の乱（なかせんだい　信濃国、武蔵国、相模国、駿河国）
  - 青沼合戦（あおぬま　信濃国）
  - 井手の沢の戦い（いでのさわ　武蔵国）など
- 1335年 - 1336年 : 建武の乱（けんむ　東海、関東、近畿、九州など）
  - 1335年 : 矢作川の戦い（やはぎがわ　三河国）
  - 1335年 : 手越河原の戦い（てごしがわら　駿河国）
  - 1335年 : 箱根・竹ノ下の戦い（はこね、たけのした　駿河国）
  - 1335年 : 千田荘の合戦（せんだしょう　下総国）
  - 1336年 : 豊島河原合戦（てしまがわら　摂津国）
  - 1336年 : 多々良浜の戦い（たたらはま　筑前国）
  - 1336年 : 湊川の戦い（みなとがわ　摂津国）
  - 1336年 : 近江の戦い（おうみ　近江国）

## 室町時代
1336年 - 1392年
- 1337年 : 金ヶ崎の戦い (南北朝時代)（かねがさき　越前国）
- 1338年 : 杉本城の戦い（すぎもとじょう　相模国）
- 1338年 : 青野原の戦い（あおのがはら　美濃国）
- 1338年 : 石津の戦い（いしづ　和泉国）
- 1338年 : 藤島の戦い（ふじしま　越前国）
- 1338年 - 1343年 : 常陸合戦 (南北朝時代)（ひたち　常陸国）
  - 1341年 - 1343年 : 関城・大宝城の戦い（せきじょう・だいほうじょう　常陸国）
- 1348年 : 四條畷の戦い（しじょうなわて　河内国）
- 1350年 - 1352年 : 観応の擾乱（かんのうのじょうらん　全国）
  - 1351年 : 光明寺合戦（こうみょうじ　播磨国）
  - 1351年 : 打出浜の戦い（うちではま　摂津国）
  - 1351年 : 薩埵峠の戦い（さったとうげ　駿河国）
  - 1352年 : 八幡の戦い（はちまん　山城国）
  - 1352年 : 武蔵野合戦（むさしの　武蔵国）
    - 1352年 : 小手指原の戦い（こてさしがはら　武蔵国）
    - 1352年 : 笛吹峠の戦い（ふえふきとうげ　武蔵国）
- 1355年 : 神南の戦い（こうない　摂津国）
- 1359年 : 筑後川の戦い（ちくごがわ　筑後国）
- 1368年 : 漆川の戦い（うるしがわ　出羽国）
- 1368年 : 武蔵平一揆の乱（むさしへいいっき　武蔵国）
- 1380年代：平尾合戦（ひらお　河内国）
- 1390年 : 土岐康行の乱（ときやすゆき　美濃国）
- 1391年 : 明徳の乱（めいとく　山城国）
  - 内野合戦（うちの　山城国 - 京都府京都市）

1392年 - 1467年（1493年）
- 1394年 : 北海夷狄動乱（ほっかい　いてき　蝦夷地）
- 1399年 : 応永の乱（おうえい　和泉国、山城国）
  - 堺の戦い（さかい　和泉国 - 大阪府堺市）
- 1400年 : 大塔合戦（おおとう　信濃国 - 長野県長野市）
- 1406年 : 尚巴志が中山王国を乗っ取り父の尚思紹を王位につける（しょうはし、ちゅうざん、しょうししょう　琉球）
- 1407年 - 1504年 : 山入一揆（やまいりいっき　常陸国）
- 1411年 : 飛騨の乱（ひだ　飛騨国）
- 1413年 - 1417年 : 伊集院頼久の乱（いじゅういんよりひさ　薩摩国）
- 1414年 : 北畠満雅の挙兵（きたばたけみつまさ　伊勢国）
- 1416年 : 尚巴志が北山王国を討伐（しょうはし、ほくざん　琉球）
- 1416年 - 1417年: 上杉禅秀の乱（うえすぎぜんしゅう　相模国、武蔵国、駿河国、甲斐国）
  - 1417年 : 世谷原の戦い（せやはら　武蔵国 - 神奈川県横浜市）
- 1418年 : 上総本一揆（かずさほんいっき　上総国 - 千葉県）
- 1419年 : 応永の外寇（おうえい　対馬国 - 長崎県）
- 1422年 : 小栗満重の乱（おぐりみつしげ　北関東）
- 1428年 : 正長の土一揆（しょうちょう　近畿地方）
- 1429年 : 北畠満雅の再度の挙兵と敗死（きたばたけみつまさ　伊勢国）
- 1429年 : 尚巴志王が南山王国を滅ぼして琉球統一（しょうはし、なんざん　琉球 - 沖縄県）
- 1429年 : 大和永享の乱（やまと、えいきょう　大和国 - 奈良県）
- 1437年 : 永享の乱（えいきょう　相模国、上野国）
- 1440年 : 結城合戦（ゆうき　下総国 - 茨城県結城市）
- 1441年 : 嘉吉の乱（かきつ　山城国、播磨国 - 京都府、兵庫県）
  - 庫御所の戦い（こごしょ　播磨国 - 兵庫県神戸市）
  - 人丸塚の戦い（ひとまるづか　播磨国 - 兵庫県明石市）
  - 真弓峠の戦い（まゆみとうげ　播磨国 - 兵庫県朝来市・神河町）
  - 城山城の戦い（きのやまじょう　播磨国 - 兵庫県たつの市）
- 1441年 : 嘉吉の徳政一揆（かきつ、とくせい　近江国、山城国 - 滋賀県、京都府）
- 1443年 : 禁闕の変（きんけつ　山城国 - 京都府）
- 1447年 : 尚思達王が奄美大島を服属させる（しょうしたつ、あまみ　琉球、奄美）

- 1454年 - 1482年 : 享徳の乱（きょうとく　関東）
  - 1455年 : 分倍河原の戦い（ぶばいがわら　武蔵国 - 東京都府中市）
  - 1459年 : 太田庄の戦い（おおたしょう　武蔵国 - 埼玉県熊谷市、上野国 - 群馬県館林市・板倉町）
  - 1473年 : 五十子の戦い（いらこ/いかご　武蔵国 - 埼玉県本庄市）
  - 1476年 - 1480年 : 長尾景春の乱（ながおかげはる　武蔵国、相模国、下野国、上総国、下総国）
    - 1477年 : 江古田・沼袋原の戦い（えこだ、ぬまぶくろはら　武蔵国 - 東京都中野区）

  - 1478年 : 境根原合戦（さかいねはら　下総国 - 千葉県柏市）
- 1455年 : 第一次筒井城の戦い（つついじょう　大和国 - 奈良県大和郡山市）
- 1455年 : 第一次足利城の戦い（あしかがじょう　下野国 - 栃木県足利市）
- 1457年 : 蠣崎蔵人の乱（かきざきくろうど　陸奥国 - 青森県）
- 1457年 : コシャマインの戦い（こしゃまいん　蝦夷が島）
- 1457年 : 長禄の変（ちょうろく　大和国 - 奈良県）
- 1458年 - 1459年 : 長禄合戦（ちょうろく　越前国 - 福井県）
- 1460年 - 1463年 : 嶽山城の戦い（だけやまじょう　河内国 - 大阪府富田林市）
- 1466年 : 金森合戦（かねがもり　近江国 - 滋賀県守山市金森）史上初の一向一揆
- 1466年 : 尚徳王が親征して喜界島を併合（しょうとく、きかいがしま　琉球 - 鹿児島県喜界島）
- 1466年 : 第二次筒井城の戦い（つついじょう　大和国 - 奈良県大和郡山市）

## 戦国時代
- 1467年（1493年） - 1590年

- 1467年 - 1477年 : 応仁の乱（おうにん　山城国、近江国、河内国など）
  - 1467年 : 御霊合戦（ごりょう　山城国 - 京都府京都市）
  - 1467年 : 上京の戦い（かみぎょう　山城国 - 京都府京都市）
  - 1467年 : 東岩倉の戦い（ひがしいわくら　山城国 - 京都府京都市）
  - 1467年 : 三宝院の戦い（さんぼういん　山城国 - 京都府京都市）
  - 1467年 : 相国寺の戦い（しょうこくじ　山城国 - 京都府京都市）
  - 1468年 : 西陣の戦い（にしじん　山城国 - 京都府京都市）
  - 1468年 : 第一次観音寺城の戦い（かんのんじじょう　近江国 - 滋賀県近江八幡市）
  - 1468年 : 第二次観音寺城の戦い（かんのんじじょう　近江国 - 滋賀県近江八幡市）
  - 1469年 : 西岡の戦い（にしおかのたたかい、山城国 - 京都府福知山市）
  - 1469年 : 第三次観音寺城の戦い（かんのんじじょう　近江国 - 滋賀県近江八幡市）
  - 1477年 : 若江城の戦い（わかえじょう　河内国 - 大阪府東大阪市）
- 1469年 : 尚円王がクーデターで第二尚氏王統を開始（しょうえん、だいにしょうし　琉球 - 沖縄県）
- 1470年 - 1471年 : 大内道頓の乱 (おおうちどうとん 安芸国、石見国、長門国)
- 1473年 - 1580年 : 加賀一向一揆（かが　加賀国 - 石川県）
  - 1488年 : 高尾城の戦い（たこじょう　加賀国 - 石川県金沢市）
- 1477年 : 第三次筒井城の戦い（つついじょう　大和国 - 奈良県大和郡山市）
- 1479年 - 1480年 : 第一次毛利次郎の乱（もうりじろう　因幡国 - 鳥取県）
- 1480年 : 菖蒲沼の戦い（しょうぶぬま　出羽国 - 山形県寒河江市）
- 1480年 : 文明美濃の乱（ぶんめいみの　美濃国 - 岐阜県大垣市）
- 1481年 : 田屋川原の戦い（たやがわら　越中国 - 富山県南砺市）
- 1483年 : 犬田城の戦い（いぬたじょう　河内国 - 大阪府枚方市）
- 1483年 : 河内十七箇所の戦い（かわちじゅうしちかしょ　河内国 - 大阪府）
- 1483年 : 第四次筒井城の戦い（つついじょう　大和国 - 奈良県大和郡山市）
- 1485年 : 山城国一揆（やましろ　山城国 - 京都府）
- 1485年 : 馬門原の戦い（まかどばる　肥後国 - 熊本県山都町）
- 1487年 - 1491年 : 長享・延徳の乱（ちょうきょう、えんとく　近江国 - 滋賀県）
- 1487年 - 1489年 : 第二次第二次毛利次郎の乱（もうりじろう　因幡国 - 鳥取県）
- 1487年 - 1505年 : 長享の乱（ちょうきょう　関東）
  - 1488年 : 実蒔原の戦い（さねまきはら　相模国 - 神奈川県伊勢原市）
  - 1488年 : 須賀谷原の戦い（すがやはら　武蔵国 - 埼玉県嵐山町）
  - 1488年 : 高見原の戦い（たかみはら　武蔵国 - 埼玉県小川町・寄居町）
  - 1504年 : 立河原の戦い（たちかわのはら　武蔵国 - 東京都立川市）
- 1493年 : 明応の政変（めいおう　山城国 - 京都府）
- 1495年 - 1496年 : 船田合戦（ふなだ　美濃国 - 岐阜県岐阜市）
  - 1495年 : 正法寺の戦い（しょうほうじ　美濃国 - 岐阜県岐阜市）
  - 1496年 : 城田寺城の戦い（きだいじ　美濃国 - 岐阜県岐阜市）
- 1500年 : 尚真王が先島諸島を征服（しょうしん、さきしま　琉球、先島 - 沖縄県先島諸島）
- 1500年 : オヤケアカハチの乱（おやけあかはち　琉球 - 沖縄県）
- 1502年 - 1504年 : 第一次伊庭氏の乱  (いばし  近江国 - 滋賀県)
- 1503年 : 敦賀城の戦い（つるがじょう　越前国）
- 1504年 : 第一次淀古城の戦い（よどこじょう　山城国
- 1506年 : 今橋合戦（いまはし 三河国 - 愛知県豊橋市）
- 1506年 : 九頭竜川の戦い（くずりゅうがわ　越前国 - 福井県）
- 1506年 : 般若野の戦い（はんにゃの　越中国 - 富山県砺波市）
- 1507年 : 永正の錯乱 (えいしょう）
  - 1507年 : 細川殿の変（ほそかわどの）
  - 1507年 : 両細川の乱（りょうほそかわ）
  - 1509年 : 如意ヶ嶽の戦い（にょいがたけ　近江国 - 京都市左京区）
  - 1511年 : 深井の合戦（ふかい　和泉国 - 大阪府堺市）
  - 1511年 : 芦屋河原の合戦（あしやかわら　摂津国 - 兵庫県芦屋市）
  - 1511年 : 船岡山の戦い（ふなおかやま　丹波国 - 京都府京都市北区）
  - 1519年 : 田中城の戦い（たなかじょう　摂津国 - 兵庫県三田市）
  - 1519年 - 1520年 : 越水城の合戦（こしみず　摂津国 - 兵庫県西宮市）
  - 1520年 : 等持院の戦い（とうじいん　山城国 - 京都府京都市）
  - 1527年 : 桂川原の戦い（かつらかわら　丹波国 - 京都府）
  - 1527年 - 1528年 : 川勝寺口の戦い（せんしょうじぐち　京都府京都市右京区）
  - 1531年 : 中嶋の戦い（なかじま　摂津国）
  - 1531年 : 大物崩れ（だいもつくずれ　摂津国 - 兵庫県尼崎市）
- 1507年 : 玉之浦納の反乱（たまのうらおさむ 肥前国 - 長崎県）
- 1508年 : 坊峰合戦・勝山合戦（ぼうみね、かつやま　甲斐国 - 山梨県笛吹市・山梨県甲府市）
- 1509年 : 片角軍萱の戦い（かたかくいくさがやの　下野国 - 栃木県）
- 1510年 : 長森原の戦い（ながもりはら　越後国 - 新潟県南魚沼市）
- 1510年 : 三浦の乱　（さんぽ　李氏朝鮮）
- 1512年 - 1514年 : 宇都宮錯乱（うつのみや　下野国 - 栃木県）
- 1513年 : 蠣崎光広が大館を攻撃（かきざきみつひろ　蝦夷が島）
- 1514年 : 竹林の戦い（たけばやし　下野国 - 栃木県宇都宮市）
- 1514年 - 1525年 : 第二次伊庭氏の乱  (いばし  近江国 - 滋賀県) 2
- 1515年または1519年 : ショヤコウジ兄弟の戦い（蝦夷が島）
- 1516年 : 縄釣の戦い（なわづり　下野国 - 栃木県宇都宮市）
- 1516年 : 第五次筒井城の戦い（つついじょう　大和国 - 奈良県大和郡山市）
- 1517年 : 有田中井手の戦い（ありたなかいて　安芸国 - 広島県）
- 1520年 : 境川の戦い（さかいがわ　越中国 - 富山県朝日町）
- 1520年 : 新庄の戦い（しんじょう　越中国、富山県富山市）
- 1521年 : 行人台の戦い（ぎょうにんだい　下総国）
- 1521年 : 飯田河原の戦い（いいだがわら　甲斐国）
- 1521年 : 上条河原の戦い（かみじょうがわら　甲斐国）
- 1523年 : 寧波の乱（にんぽー　明 - 寧波）
- 1523年 : 鏡山城の戦い（かがみやまじょう　安芸国）
- 1523年 : 河原田合戦（下野国 - 栃木県栃木市）
- 1523年 : 猿山合戦（さるやまかっせん　下野国 - 栃木県宇都宮市）
- 1524年 : 高輪原の戦い（たかなわはら　武蔵国 - 東京都港区）
- 1524年 : 佐東銀山城の戦い（さとうかなやまじょう　安芸国 - 広島県広島市）
- 1524年 : 大永の五月崩れ（たいえいのさつきくずれ　伯耆国）
- 1525年 : 岩槻城の戦い（いわつきじょう　武蔵国 - 埼玉県岩槻市）
- 1525年 : 白子原の戦い（しらこばらの　武蔵国）
- 1525年 : 東西蝦夷の蜂起（とうざいえぞ　蝦夷が島）
- 1525年 : 筑前一揆（ちくぜんいっき　筑前国）
- 1520年代？ - 16世紀後半？ : 後期倭寇（こうきわこう　明、朝鮮）
- 1526年 : 六浦攻撃（ろくうらこうげき　相模国 - 神奈川県鎌倉市）
- 1526年 : 鶴岡八幡宮の戦い（つるがおかはちまんぐうの　相模国）
- 1529年 - 1531年 : 関東享禄の内乱（かんとうきょうろくの - 関東）
- 1530年 : 田手畷の戦い（たてなわて　肥前国）
- 1530年 : 依藤城の戦い（よりふじじょう　播磨国）
- 1531年 : 享禄の錯乱（きょうろくのさくらん　加賀国 - 石川県）
- 1532年 : 飯盛城の戦い（いいもりやまじょう　河内国 - 大阪府大東市、四條畷市 ）
- 1532年 : 山科本願寺の戦い（やましなほんがんじ　山城国 - 京都市山科区）
- 1533年 - 1534年 : 稲村の変（いなむら　安房国 - 千葉県館山市）
- 1534年 : 犬掛の戦い  (いぬかけ  安房国 - 千葉県)
- 1534年 : 勢場ヶ原の戦い（せいばがはる/せばがはら　豊後国 - 大分県杵築市）
- 1534年 - 1536年 : 天文の内乱（てんぶんの　 陸奥国）
- 1535年 : 山中の戦い（やまなか　甲斐国 - 山梨県南都留郡山中湖村）
- 1535年 : 森山崩れ（もりやまくずれ　尾張国 - 愛知県名古屋市守山区）
- 1536年 : 花倉の乱（はなくら　駿河国 - 静岡県静岡市）
- 1536年 : 天文法華の乱（てんぶんほっけ　山城国 - 京都府）
- 1536年 : 第一次河東一乱（かとういちらん　駿河国 - 静岡県）
- 1536年 : 伏野原の戦い（ふせのんはいのたたかい　薩摩国 - 鹿児島県鹿児島市）
- 1537年 : 松山城風流合戦（まつやまじょうふうりゅう　武蔵国 - 埼玉県比企郡吉見町）
- 1538年 : 第一次国府台の戦い（こうのだいのたたかい　下総国 - 千葉県）
- 1539年 : 第一次枝吉城の戦い（だいいちじえだよしじょうのたたかい　播磨国 - 兵庫県神戸市西区）
- 1540年 - 1549年 : 安城合戦（あんじょう　三河国 - 愛知県安城市）
- 1540年 - 1541年 : 吉田郡山城の戦い（よしだこおりやまじょう　安芸国 - 広島県安芸高田市）
- 1541年 : 佐東銀山城の戦い（さとうかなやまじょう　安芸国 - 広島県広島市）
- 1541年 : 一庫城の戦い（ひとくらじょう　摂津国 - 兵庫県川西市）
- 1541年 : 海野平の戦い（うんのたいら　信濃国 - 長野県上田市）
- 1541年 : 木倉原の戦い（きのくらばる　肥後国 - 熊本県上益城郡御船町）
- 1542年 : 瀬沢の戦い（せざわ　信濃国）
- 1542年 : 桑原城の戦い（くわばらじょう　信濃国）
- 1542年 : 福与城の戦い（ふくよじょう　信濃国 - 長野県上伊那郡箕輪町）
- 1542年 - 1543年 : 第一次月山富田城の戦い（がっさんとだじょう　出雲国 - 島根県安来市）
- 1542年 - 1548年 : 天文の乱（てんぶん　陸奥国、出羽国）
- 1542年 : 太平寺の戦い（たいへいじ　河内国）
- 1542年 : 第一次小豆坂の戦い（あずきざか　三河国）
- 1542年 : 宮川の戦い（みやがわ　信濃国 - 長野県茅野市）
- 1543年 - 1549年 : 神辺合戦（かんなべ　備後国 - 広島県福山市）
- 1544年 : 第一次湊騒動（みなとそうどう　出羽国 - 秋田県）
- 1544年 : 布野崩れ（ふのくずれ　備後国 - 広島県三次市）
- 1544年 : 加納口の戦い（かのうぐち　美濃国 - 岐阜県）
- 1544年 : 高遠合戦（たかとお　信濃国）
- 1545年 : 第二次河東一乱（かとういちらん　駿河国 - 静岡県）
  - 狐橋の戦い（きつねばし　駿河国 - 静岡県）
- 1546年 : 河越城の戦い（かわごえじょう　武蔵国 - 埼玉県川越市）
- 1546年 : 橋津川の戦い（はしづがわ　伯耆国 - 鳥取県）
- 1547年 : 小田井原の戦い（おだいばら　信濃国 - 長野県佐久市）
- 1547年 : 吉良・大浜の戦い  (きら おおはま   尾張国 - 愛知県)
- 1547年 : 舎利寺の戦い（しゃりじ　摂津国 - 大阪府生野区）
- 1548年 : 第二次小豆坂の戦い（あずきざか　三河国 - 愛知県岡崎市）
- 1548年 : 上田原の戦い（うえだはら　信濃国 - 長野県上田市）
- 1548年 : 塩尻峠の戦い（しおじりとうげ　信濃国 -長野県塩尻市・岡谷市 ）
- 1549年 : 江口の戦い（えぐち　摂津国 - 大阪府大阪市東淀川区）
- 1549年 : 喜連川五月女坂の戦い（きつれがわそうとめざか　下野国 - 栃木県）
- 1550年 : 砥石城の戦い（といしじょう　信濃国　長野県上田市）
- 1550年 : 中尾城の戦い（なかおじょうの　山城国 - 京都府京都市左京区）
- 1551年 : 坂戸城の戦い（さかとじょう　越後国 - 新潟県南魚沼市）
- 1551年 : 相国寺の戦い (1551年)（しょうこくじ　山城国 - 京都府京都市上京区）
- 1551年 : 大寧寺の変（だいねいじ　周防国、 長門国- 山口県）
- 1552年 : 赤塚の戦い（あかつか　尾張国 - 愛知県名古屋市緑区）
- 1552年 : 萱津の戦い（かやづ　尾張国 - 愛知県あま市）
- 1553年 : 鑓場の戦い  (やりば   阿波国 - 徳島県徳島市)
- 1553年 : 東山霊山城#東山霊山城の戦い（山城国 - 京都府[京都市東山区
- 1553年 : 第一次川中島の戦い（かわなかじま　信濃国）
- 1554年 : 黒井城の乗っ取り戦（くろいじょう　丹波国 - 兵庫県丹波市）
- 1554年 : 安食の戦い  (あじき  尾張国 - 愛知県)
- 1554年 : 三本松城の戦い（さんぼんまつじょう　石見国 - 島根県津和野町）
- 1554年 : 折敷畑の戦い（おしきばた　安芸国）
- 1554年 : 防芸引分（ぼうげいひきわけ　安芸国 - 広島県廿日市市）
- 1554年 : 第一次門司城の戦い（もじじょう　豊前国 - 福岡県北九州市）
- 1554年 : 村木砦の戦い（むらきとりで　尾張国 - 愛知県知多郡）
- 1554年 - 1555年 : 第二次枝吉城の戦い（だいにじえだよしじょうのたたかい　播磨国 - 兵庫県神戸市西区）
- 1554年 - 1555年 : 北条城の戦い（きたじょうじょう　越後国 - 新潟県柏崎市）
- 1555年 - 1560年 : 三河忩劇（みかわそうげき　三河国 - 愛知県岡崎市、豊田市）
  - 1556年 : 雨山合戦  (あめやま  三河国 - 愛知県岡崎市）
  - 1557年 : 日近合戦  (ひぢか  三河国 - 愛知県岡崎市）
  - 1558年 : 寺部城の戦い（てらべじょうの　三河国 - 愛知県豊田市）
- 1555年 : 仁保島合戦（にほじまじょう（にほしまじょう）安芸国 - 広島市南区）
- 1555年 : 第二次川中島の戦い（かわなかじま　信濃国 - 長野県）
- 1555年 : 厳島の戦い（いつくしま　安芸国 - 広島県廿日市市）
- 1555年 - 1560年 : 弘治の内乱（こうじ　能登国 - 石川県）
- 1555年 - 1557年 : 防長経略（ぼうちょうけいりゃく　周防国、長門国 - 山口県）
- 1556年 : 長良川の戦い（ながらがわ　美濃国 - 岐阜県）
- 1556年 : 忍原崩れ（おしばらくずれ　石見国 - 島根県大田市）
- 1556年 : 稲生の戦い（いのう　尾張国 - 愛知県名古屋市）
- 1556年 : 駒帰の戦い（こまがえり　越後国 - 新潟県糸魚川市）
- 1557年 : 第三次川中島の戦い（かわなかじま　信濃国）
- 1558年 : 多功ヶ原の戦い（たこうがはらの　下野国 - 栃木県河内郡上三川町）
- 1558年 : 北白川の戦い（きたしらかわの　山城国 - 京都府京都市左京区）
- 1558年 - 1561年 : 石ヶ瀬川の戦い（いしがせがわ　尾張国 - 愛知県大府市、知多郡東浦町）
- 1558年 : 浮野の戦い（うきの　尾張国 - 愛知県一宮市）
- 1558年（1556年説あり） : 忍原崩れ（おしばら　石見国 - 島根県大田市）
- 1558年 : 第二次門司城の戦い（もじじょう　豊前国 - 福岡県北九州市）
- 1559年 : 合勢川の戦い  (あわせがわ  肥後国 - 熊本県山鹿市)
- 1559年 : 獺野原の戦い（うそのばる　肥後国 - 熊本県多良木町）
- 1559年 : 降露坂の戦い（ごうろざか　石見国 - 島根県大田市）
- 1559年 : 第三次門司城の戦い（もじじょう　豊前国 - 福岡県北九州市）
- 1560年 : 茂福合戦（もちふく　伊勢国 - 三重県）
- 1560年 : 小田倉の戦い（おだくらの　陸奥国 - 現福島県西白河郡西郷村）
- 1560年 : 桶狭間の戦い（おけはざま　尾張国 - 愛知県）
- 1560年 : 長浜の戦い（ながはま　土佐国 - 高知県高知市）
- 1560年 : 潮江城の戦い（うしおえじょう　土佐国 - 高知県高知市）
- 1560年 : 野良田の戦い（のらだ　近江国 - 滋賀県彦根市）
- 1560年 - 1561年 : 小田原城の戦い（おだわらじょう　相模国、上野国、武蔵国）
- 1561年 : 第一次唐沢山城の戦い（からさわやまじょう　下野国 - 栃木県佐野市）
- 1561年 : 第四次門司城の戦い（もじじょう　豊前国 - 福岡県北九州市）
- 1561年 : 善明堤の戦い（ぜんみょうつつみ　三河国 - 愛知県）
- 1561年 : 藤波畷の戦い（ふじなみなわて　三河国 - 愛知県西尾市）
- 1561年 : 将軍地蔵山の戦い（しょうぐんじぞうやま　山城国 - 京都市左京区）
- 1561年 : 第四次川中島の戦い（かわなかじま　信濃国）
- 1561年 : 川上峡合戦（かわかみきょう　肥前国 - 佐賀県佐賀市）
- 1561年 : 第二次唐沢山城の戦い（からさわやまじょう　下野国 - 栃木県佐野市）
- 1562年 : 第三次唐沢山城の戦い（からさわやまじょう　下野国 - 栃木県佐野市）
- 1562年 : 久米田の戦い（くめだ　和泉国 - 大阪府岸和田市）
- 1562年 : 教興寺の戦い（きょうこうじ　河内国 - 大阪府八尾市）
- 1562年 : 第五次門司城の戦い（もじじょう　豊前国 - 福岡県北九州市）
- 1563年 - 1564年 : 三河一向一揆（みかわ、いっこういっき　三河国 - 愛知県）
- 1563年 : 第四次唐沢山城の戦い（からさわやまじょう　下野国 - 栃木県佐野市）
- 1563年 : 三村の戦い（みむら　常陸国 - 茨城県）
- 1563年 : 辛垣合戦（からかい　武蔵国 - 東京都）
- 1563年 : 湯所口の戦い（ゆところぐち　因幡国 - 鳥取県鳥取市）
- 1563年 : 白鹿城の戦い（しらがじょう　出雲国 - 島根県松江市）
- 1564年 : 弓浜合戦（ゆみのはま　出雲国 - 伯耆国 - 島根県松江市 - 鳥取県境港市・米子市）
- 1564年 : 第二次国府台の戦い（こうのだい　下総国）
- 1564年 : 第五次唐沢山城の戦い（からさわやまじょう　下野国 - 栃木県佐野市）
- 1564年 : 山王堂の戦い（さんのうどう　常陸国 - 栃木県筑西市）
- 1564年 : 第五次川中島の戦い（かわなかじま　信濃国 - 長野県長野市）
- 1564年 : 第二次足利城の戦い（あしかがじょう　下野国 - 栃木県足利市）
- 1564年 : 第六次唐沢山城の戦い（からさわやまじょう　下野国 - 栃木県佐野市）
- 1565年 - 1566年 : 第二次月山富田城の戦い（がっさんとだじょう　出雲国 - 島根県安来市）
- 1565年 : 永禄の変（えいろく　山城国 - 京都府京都市中京区）
- 1565年 : 山中幸盛・品川将員の一騎討ち（やまなかゆきもり・しながわまさかずのいっきうち　出雲国 - 島根県安来市広瀬町）
- 1565年 - 1566年 : 中濃攻略戦（ちゅうのう　美濃国）
  - 1565年 : 堂洞合戦（どうほら　美濃国）
  - 1565年 : 関・加治田合戦（せき、かじた　美濃国）
- 1565年 : 第六次筒井城の戦い（つついじょう　大和国 - 奈良県大和郡山市）
- 1566年 : 滝山城の戦い（たきやまじょう　摂津国 - 兵庫県神戸市）
- 1566年 : 臼井城の戦い（うすいじょう　下総国）
- 1566年 : 第七次筒井城の戦い（つついじょう　大和国 - 奈良県大和郡山市 - 奈良県大和郡山市）
- 1566年 : 河野島の戦い（こうのしま/かわのしま　美濃国）
- 1566年 : 箕輪城の戦い（みのわじょう　上野国 - 群馬県高崎市）
- 1567年 : 第七次唐沢山城の戦い（からさわやまじょう　下野国 - 栃木県佐野市）
- 1567年 : 第八次唐沢山城の戦い（からさわやまじょう　下野国 - 栃木県佐野市）
- 1567年 : 東大寺大仏殿の戦い（とうだいじだいぶつでん　大和国 - 奈良県奈良市）
- 1567年 : 明善寺合戦（みょうぜんじ　備前国 - 岡山県岡山市）
- 1567年 : 休松の戦い（やすみまつ　筑前国 - 福岡県甘木市））
- 1567年 : 稲葉山城の戦い（いなばやまじょう　美濃国 - 岐阜県岐阜市）
- 1567年 : 三船山合戦（みふねやま　上総国 - 千葉県君津市、富津市）
- 1567年 - 1568年 : 毛利氏の伊予出兵（もうり、いよ　伊予国）
  - 1568年 : 高島の戦い・鳥坂峠の戦い（たかしま、とりさかとうげ　伊予国 - 愛媛県大洲市）
- 1568年 - 第九飫肥役（だいきゅうおびえき　日向国 - 宮崎県日南市）
- 1568年 - 1569年 : 本庄繁長の乱（ほんじょうしげなが　越後国 - 新潟県村上市）
- 1568年 : 信貴山城の戦い（しぎさんじょう　大和国）
- 1568年 : 観音寺城の戦い（かんのんじじょう　近江国 - 滋賀県東近江市）
- 1568年 : 勝竜寺城の戦い（しょうりゅうじじょう　山城国）
- 1568年 : 第八次筒井城の戦い（つついじょう　大和国）
- 1568年 - 1570年 : 武田信玄の駿河侵攻（たけだしんげん　駿河国 - 静岡県）
  - 1568年 : 薩埵峠の戦い（さったとうげ　駿河国 - 静岡県）
- 1569年 : 本圀寺の変（ほんこくじ　山城国）
- 1569年 : 立花合戦（たちばな　筑前国 - 福岡県新宮町)
- 1569年 : 多々良浜の戦い（たたらはま　筑前国 - 福岡県福岡市東区）
- 1569年 : 青山・土器山の戦い（あおやま、かわらけやま　播磨国 - 兵庫県）
- 1569年 : 八流の戦い（やながれ　土佐国 - 高知県）
- 1569年 : 尼子再興軍の雲州侵攻（あまご　出雲国 - 島根県松江市）
  - 1569年 : 尼子再興軍による月山富田城の戦い（あまご、がっさんとだじょう　出雲国 - 島根県安来市）
  - 1569年 : 原手合戦（はらて　出雲国 - 島根県出雲市）
  - 1569年 : 美保関の合戦（みほのせき　出雲国 - 島根県松江市）
- 1569年 : 大河内城の戦い（おかわちじょう　伊勢国 - 三重県松阪市）
- 1569年 : 三増峠の戦い（みませとうげ　相模国 - 神奈川県愛甲郡愛川町）
- 1569年 : 大内輝弘の乱（おおうちてるひろ　周防国 - 山口県）
- 1569年 : 手這坂の戦い（てばいざか　常陸国 - 茨城県）
- 1569年 - 1571年 : 松倉城の戦い（まつくらじょう　越中国 - 富山県魚津市）
- 1570年 : 第二次湊騒動（みなとそうどう　出羽国 - 秋田県）
- 1570年 : 第九次唐沢山城の戦い（からさわやまじょう　下野国 - 栃木県佐野市）
- 1570年 : 布部山の戦い（ふべやま　出雲国 - 島根県安来市）
- 1570年 : 元亀の変（げんきのへん　陸奥国）
- 1570年 : 今山の戦い（いまやま　肥前国 - 佐賀県佐賀市）
- 1570年 : 金ヶ崎の戦い（かねがさき　越前国 - 福井県敦賀市）
- 1570年 : 野洲河原の戦い（やすがわら　近江国 - 滋賀県野洲市）
- 1570年 : 姉川の戦い（あねがわ　近江国 - 滋賀県長浜市）
- 1570年 : 野田・福島の戦い（のだ、ふくしま　摂津国 - 大阪府大阪市福島区）
- 1570年 : 志賀の陣（しが　近江国 - 滋賀県大津市）
  - 宇佐山城の戦い（うさやまじょう　近江国 - 滋賀県大津市）
  - 志賀の陣#堅田の戦い（かたたの　近江国 - 滋賀県大津市）
- 1570年 - 1580年 : 石山合戦（いしやま　摂津国 - 大阪府）
- 1570年 - 1574年 : 長島一向一揆（ながしま　伊勢国 - 三重県桑名市）
- 1570年 : 平塚原の戦い（ひらつかはら　常陸国 - 茨城県つくば市）
- 1570年 : 上村合戦（かんむら　美濃国 - 岐阜県恵那市）
- 1571年 : 二連木城の戦い（にれんぎじょう　三河国 - 愛知県豊橋市）
- 1571年 : 辰市城の合戦（たついちじょう　大和国 - 奈良県奈良市）
- 1571年 : 白井河原の戦い（しらいかわら　摂津国 - 大阪府茨木市）
- 1571年 : 比叡山焼き討ち（ひえいざんやきうち　近江国 - 滋賀県大津市）
- 1571年 : 尚元王が奄美大島に侵攻し支配を強化（しょうげん　琉球、奄美）
- 1572年 : 木崎原の戦い（きさきばる　日向国 - 宮崎県えびの市）
- 1572年 : 尻垂坂の戦い（しりたれざか　越中国 - 富山県富山市）
- 1572年 - 1573年 : 西上作戦（せいじょう　遠江国、三河国、美濃国）
  - 1572年 : 岩村城の戦い#武田氏の遠征（いわむらじょう　美濃国 - 岐阜県恵那市）
  - 1572年 : 一言坂の戦い（ひとことざか　遠江国 - 静岡県磐田市）
  - 1572年 : 二俣城の戦い（ふたまたじょう　遠江国 - 静岡県浜松市）
  - 1572年 : 仏坂の戦い（ほとけざかの　遠江国 - 静岡県）
  - 1572年 : 三方ヶ原の戦い（みかたがはら　遠江国 - 静岡県浜松市）
  - 1573年 : 野田城の戦い（のだじょう　三河国 - 愛知県新城市）
- 1573年 : 石山城・今堅田城の戦い  (いしやまじょう、いまかたたじょう   近江国 - 滋賀県大津市)
- 1573年 : 二条御所の戦い（にじょうごしょの　山城国 - 京都府京都市上京区）
- 1573年 : 上京焼き討ち（かみぎょうやきうち　山城国 - 京都府）
- 1573年 : 上桜城の戦い（うえざくらじょう　阿波国 - 徳島県吉野川市）
- 1573年 : 槇島城の戦い（まきしまじょう　山城国 - 京都府京都市・宇治市）室町幕府が事実上滅亡

## 安土桃山時代
1573年 - 1582年
- 1573年 : 第二次淀古城の戦い（よどこじょう　山城国 - 京都府京都市）
- 1573年 : 小谷城の戦い（おだにじょう　近江国 - 滋賀県長浜市）
- 1573年 : 鳥取のたのも崩れ（とっとり　因幡国 - 鳥取県鳥取市）
- 1573年 : 尼子再興軍による鳥取城の戦い（あまご、とっとり　因幡国 - 鳥取県鳥取市）
- 1573年 : 一乗谷城の戦い（いちじょうだにじょう　越前国 - 福井県福井市）
  - 1573年 : 刀根坂の戦い（いちじょうだにじょう　越前国 - 福井県福井市）
  - 1573年 : 一乗谷城の戦い#一乗谷城の戦い（いちじょうだにじょう　越前国 - 福井県福井市）
  - 1573年 : 六坊賢松寺の戦い（ろくぼうけんしょうじ　越前国　福井県大野市）
- 1573年 : 若江城の戦い（わかえじょう　河内国 - 大阪府東大阪市）
- 1574年 - 1575年 : 越前一向一揆（えちぜん　越前国 - 福井県）
  - 1574年 : 第一次淀越前一向一揆（えちぜん　越前国 - 福井県）
  - 1575年 : 第ニ次淀越前一向一揆（えちぜん　越前国 - 福井県）
- 1574年 : 天正最上の乱（てんしょうもがみの　出羽国 - 山形県）
- 1574年 - 1575年 : 明知城の戦い  (あけちじょう  美濃国 - 岐阜県恵那市)
- 1574年 : 飯羽間城の戦い  (いいばまじょう  美濃国 - 岐阜県恵那市)
- 1574年 - 1575年 : 天神山城の戦い（てんじんやまじょう　備前国、美作国）
- 1574年 : 第一次高屋城の戦い（たかやじょう　河内国 - 大阪府羽曳野市）
- 1574年 : 第一次高天神城の戦い（たかてんじんじょう　遠江国 - 静岡県掛川市）
- 1574年 : 金ヶ崎合戦（かながさき　下野国 - 栃木県栃木市）
- 1574年 - 1575年 : 備中兵乱（びっちゅうひょうらん　備中国 - 岡山県）
- 1575年 : 第二次高屋城の戦い（たかやじょう　河内国 - 大阪府羽曳野市）
- 1575年 : 長篠の戦い（設楽ヶ原の戦い）（ながしの、したらがはら　三河国 - 愛知県新城市）
- 1575年 : 岩村城の戦い#天正3年（1575年）の織田氏の遠征（いわむらじょう　美濃国 - 岐阜県恵那市）
- 1575年 : 四万十川の戦い（しまんとがわ　土佐国 - 高知県四万十市）
- 1575年 : 野田合戦（のだ　但馬国 - 兵庫県豊岡市）
- 1575年 - 1576年 : 第一次黒井城の戦い（だいいちじくろいじょう　丹波国 - 兵庫県丹波市）
- 1576年 : 天王寺の戦い (1576年)（てんのうじの　摂津国 - 大阪府大阪市）
- 1576年 : 第一次木津川口の戦い（きづがわぐち　摂津国 - 大阪府木津川）
- 1576年 : 第一次七尾城の戦い（ななおじょう　能登国 - 石川県七尾市）
- 1577年 : 織田信長の雑賀攻め（さいが　紀伊国 - 和歌山県）
- 1577年 : 英賀合戦（あが　播磨国 - 兵庫県姫路市飾磨区）
- 1577年 : 第二次七尾城の戦い（ななおじょう　能登国 - 石川県七尾市）
- 1577年 : 手取川の戦い（てどりがわ　加賀国 - 石川県白山市・能美市・川北町）
- 1577年 : 信貴山城の戦い（しぎさんじょう　大和国 - 奈良県平群町）1
- 1577年 - 1582年 : 中国攻め（ちゅうごく　播磨国、但馬国、因幡国、備前国、備中国、淡路国など）10
  - 1577年 : 竹田城の戦い（たけだじょう　但馬国 - 兵庫県朝来市）
  - 1578年 : 上月城の戦い（こうづきじょう　播磨国 - 兵庫県佐用郡佐用町）
  - 1578年 - 1579年 : 有岡城の戦い（ありおかじょう　摂津国 - 兵庫県伊丹市）
  - 1578年 - 1580年 : 三木合戦（みき　播磨国 - 兵庫県三木市）
  - 1579年 : 御着城の戦い（ごちゃくじょう　播磨国 - 兵庫県姫路市）
  - 1581年 : 鳥取城の戦い（とっとり　因幡国 - 鳥取県鳥取市）
  - 1582年 : 備中高松城の戦い（びっちゅうたかまつじょう　備中国 - 岡山県岡山市）
- 1578年 : 小川台合戦（おがわだい　常陸国 - 茨城県筑西市）
- 1578年 - 1579年 : 御館の乱（おたて　越後国 - 新潟県）
  - 1578年 : 居多浜の戦い（こたがはま　越後国 - 新潟県上越市）
  - 1579年 : 御館の戦い（おたて　越後国 - 新潟県上越市）
- 1578年 : 第一次太田城の戦い（おおたじょう　紀伊国 - 和歌山県和歌山市）
- 1578年 : 石城合戦  (いしのじょう  日向国 - 宮崎県児湯郡木城町)
- 1578年 - 1579年 : 第五次八上城の戦い（やかみじょう　丹波国 - 兵庫県丹波篠山市）
- 1578年 : 耳川の戦い（みみかわ　日向国 - 宮崎県木城町）
- 1578年 : 第二次木津川口の戦い（きづがわぐち　摂津国 - 大阪府大阪市）
- 1578年 : 月岡野の戦い（つきおかの　越中国 - 富山県富山市）
- 1579年 : 六羽福知山城川合戦（ろっぱがわ　陸奥国 - 青森県平川市）
- 1579年 : 第二次黒井城の戦い（くろいじょう　丹波国 - 兵庫県丹波市）
  - 横山城の戦い（よこやまじょう　丹波国 - 京都府福知山市）
  - 八木城の戦い（やぎじょう　丹波国 - 京都府南丹市）
- 1580年 : 且過瀬の戦い  （たんがせ　肥後国 - 熊本県熊本市）
- 1580年 : 千本松原の戦い（せんぼんまつばら　駿河国 - 静岡県）
- 1580年 : 御代田合戦（みよだ　陸奥国 - 福島県郡山市）
- 1580年 : 花隈城の戦い（はなくまじょう　摂津国 - 兵庫県神戸市中央区）
- 1580年 : 長和田・長瀬川の戦い（なごうた、ながせがわ　伯耆国 - 鳥取県北栄町）
- 1581年 : 第二次高天神城の戦い（たかてんじんじょう　遠江国 - 静岡県掛川市）
- 1581年 : 柳川の戦い (やながわ　肥後国）
- 1581年 : 天正伊賀の乱（てんしょう、いが　伊賀国 - 三重県）
  - 比自山城の戦い（ひじやまじょう　伊賀国）
- 1581年 - 1587年 : 新発田重家の乱（しばたしげいえ　越後国 - 新潟県新発田市、新潟市）
  - 1583年 : 放生橋の戦い（ほうじょうばし　越後国 - 新潟県新発田市）
  - 1584年 : 八幡表の戦い（やわたおもて　越後国 - 新潟県新発田市）
  - 1587年 : 新発田城の戦い（しばた　越後国 - 新潟県新発田市）
- 1581年 : 彦山焼き討ち (ひこさん　豊前国 - 福岡県田川郡添田町、大分県中津市）
- 1581年 : 響ヶ原の戦い・響野原の戦い（ひびきがはら・ひびきのはら　肥後国 - 熊本県宇城市）
- 1582年 : 高野山攻め（こうやさん　紀伊国 - 和歌山県伊都郡高野町）
- 1582年 : 甲州征伐（こうしゅう　甲斐国）
  - 高遠城の戦い（たかとおじょう　信濃国 - 長野県高遠町）
  - 天目山の戦い（てんもくざん　甲斐国 - 山梨県甲州市）
- 1582年 : 魚津城の戦い（うおづ　越中国 - 富山県魚津市）
- 1582年 : 本能寺の変（ほんのうじ　山城国 - 京都府京都市）

1582年 - 1590年
- 1582年 : 八浜合戦（はちはま　備前国 - 岡山県玉野市）
- 1582年 : 山崎の戦い（やまさき　山城国 - 京都府長岡京市、大山崎町）
- 1582年 : 神流川の戦い（かんながわ　武蔵国 - 埼玉県）
- 1582年 : 天正壬午の乱（てんしょうじんご　甲斐国、信濃国、上野国）
  - 黒駒合戦（くろこま　甲斐国 - 山梨県笛吹市）
- 1582年 : 加治田・兼山合戦（かじた、かねやま　美濃国）
- 1582年 : 第一次十河城の戦い（そごうじょう　讃岐国）
- 1582年 : 中富川の戦い（なかとみがわ　阿波国 - 徳島県藍住町）
- 1582年 : 八日町の戦い（ようかまち　飛騨国 - 岐阜県高山市）
- 1583年 : 立花山の戦い（たちばなやまの　美濃国 - 岐阜県）
- 1583年 : 賤ヶ岳の戦い（しずがたけ 近江国 - 滋賀県長浜市）
  - 1583年：北ノ庄城の戦い（北ノ庄城　越前国 - 福井県福井市）
- 1583年 : 引田の戦い（ひけた　讃岐国 - 香川県東かがわ市）
- 1584年 : 小牧・長久手の戦い（こまき、ながくて　尾張国 - 愛知県）
  - 羽黒の戦い（八幡林の戦い）（はぐろ、はちまんばやし　尾張国 - 愛知県犬山市）
  - 岩崎城の戦い（いわさきじょう　尾張国 - 愛知県日進市）
  - 長久手の戦い（ながくて　尾張国 - 愛知県長久手市）
  - 竹ヶ鼻城の水攻め（たけがはな　尾張国 - 岐阜県羽島市）
  - 蟹江城合戦（かにえじょう　尾張国 - 愛知県蟹江町）
  - 末森城の戦い（すえもりじょう　能登国 - 石川県宝達志水町）
- 1584年 : 沼尻合戦（ぬまじり　下野国 - 栃木県栃木市）
- 1584年 : 沖田畷の戦い（おきたなわて　肥前国 - 長崎県）
- 1584年 : 第二次十河城の戦い（そごうじょう　讃岐国）
- 1584年 : 阿蘇合戦（あそ　肥後国 - 熊本県）
- 1585年 : 羽柴秀吉の紀州攻め（きしゅう　紀伊国）
  - 1585年 : 和泉の戦い（いずみの　和泉 - 大阪府岸和田市）
  - 1585年 : 千石堀城の戦い（せんごくぼりじょう　和泉国 - 大阪府貝塚市）
  - 1585年 : 太田城水攻め（おおたじょう　和泉国 - 和歌山県和歌山市）
  - 1585年 : 第二次太田城の戦い（おおたじょう　和泉国 - 和歌山県和歌山市）
- 1585年 : 羽柴秀吉の四国攻め（しこく　四国）
  - 1585年 : 丸山城の戦い（まるやまじょうの　伊予国 - 愛媛県西条市）
  - 1585年 : 天正の陣（てんしょう　伊予国）
- 1585年 : 薄葉ヶ原の戦い（うすばがはらの　下野国 - 栃木県矢板市）
- 1585年 : 関柴合戦（ましば　陸奥国 - 福島県）
- 1585年 : 河原山城の戦い（かわらやまじょう　伯耆国 - 鳥取県）
- 1585年 : 第一次上田合戦（うえだ　信濃国 - 長野県上田市）
- 1585年 : 富山の役（とやま　越中国 - 富山県富山市）
- 1585年 : 粟ノ巣の変（あわのすのへん　陸奥国 - 福島県二本松市）
- 1585年 : 人取橋の戦い（ひととりばし　陸奥国 - 福島県本宮市）
- 1586年 : 有屋峠の戦い（ありやとうげ　出羽国 - 秋田県湯沢市、山形県金山町）
- 1586年 - 1587年 - 豊薩合戦（ほうさつ　九州）
  - 1586年 : 勝尾城の戦い（かつのおじょう　肥前国 - 佐賀県鳥栖市）
  - 1586年 : 鷹取城の戦い（たかとりじょう　肥前国 - 佐賀県鳥栖市）
  - 1586年 : 岩屋城の戦い（いわやじょう　筑前国 - 福岡県太宰府市）
  - 1586年 : 立花山城の戦い（たちばなやまじょう　筑前国 - 福岡県新宮町）
  - 1586年 : 高鳥居城の戦い（たかとりいじょう　筑前国 - 福岡県須恵町）
  - 1586年 : 香春岳城の戦い（かわらだけじょう　豊前国 - 福岡県香春町）
  - 1586年 : 駄原城の戦い（だばるじょう　豊後国 - 大分県竹田市）
  - 1586年 : 山野城の戦い（やまんじょう　豊後国 - 大分県竹田市）
  - 1586年 : 栂牟礼城の戦い（とがむれじょう　豊後国 - 大分県佐伯市）
  - 1587年 : 堅田合戦（かただ　豊前国 - 大分県佐伯市）
  - 1587年 : 鶴賀城の戦い（つるがじょう　豊後国 - 大分県大分市）
  - 1587年 : 戸次川の戦い（へつぎがわ　豊後国、大分県大分市）
  - 1587年 : 府内城の戦い（ふないじょう　豊後国 - 大分県大分市）
  - 1587年 : 臼杵城の戦い（うすきじょう　豊後国 - 大分県大分市）
  - 1587年 : 鶴崎城の戦い（つるさきじょう　豊後国 - 大分県大分市）
  - 1587年 : 日出生城の戦い（ひじうじょう　豊後国 - 大分県大分市）
- 1587年 : 阿気野の戦い（あきの　出羽国 - 秋田県横手市）
- 1587年 : 唐松野の戦い（からまつの　出羽国 - 秋田県大仙市）
- 1587年 : 九州平定（きゅうしゅう　九州）
  - 1587年 : 梓越の戦い（あずさごえ　豊後国 - 大分県、宮崎県）
  - 1587年 : 岩石城の戦い（がんじゃくじょう　豊前国 - 福岡県田川郡添田町）
  - 1587年 : 豊前の戦い（ぶぜん　豊前国 - 福岡県朝倉市）
  - 1587年 : 平佐城の戦い（ひらさじょう　薩摩国 - 鹿児島県薩摩川内市）
- 1587年 : 肥後国人一揆（ひご　肥後国 - 熊本県）
- 1587年 : 豊前国人一揆（ぶぜん　豊前国 - 福岡県、大分県）
- 1587年 : 尾浦城の戦い（おうらじょう　出羽国 - 山形県鶴岡市）
- 1588年 : 大崎合戦（おおさき　陸奥国 - 宮城県加美町）
- 1588年 : 郡山合戦（こおりやま　陸奥国 - 福島県郡山市）
- 1588年 : 十五里ヶ原の戦い（じゅうごりがはら　出羽国 - 山形県鶴岡市）
- 1589年 : 第三次湊騒動（みなとかっせん　出羽国 - 秋田県大仙市）
- 1589年 : 河原田城の戦い（かわらだじょうのたたかい　佐渡国 - 新潟県佐渡市）
- 1589年 : 摺上原の戦い（すりあげはら　陸奥国 - 福島県磐梯町・猪苗代町）
- 1589年 : 天正天草合戦（あまくさ　肥後国 - 熊本県）
  - 仏木坂の戦い（肥後国 - 熊本県苓北町）
- 1590年 : 小田原征伐（おだわら　関東地方）
  - 山中城の戦い（やまなかじょう　伊豆国 - 静岡県三島市天正18年3月）
  - 松井田城の戦い（まついだじょう　上野国 - 群馬県安中市　天正18年3月～4月）
  - 忍城の戦い（おしじょう　武蔵国 - 埼玉県行田市　天正18年6月～7月）
  - 八王子城の戦い（はちおうじじょう　武蔵国 - 東京都八王子市  天正18年6月）
- 1590年 : 奥州仕置（おうしゅうしおき　陸奥国）
- 1590年 : 仙北一揆（せんぼく　出羽国 - 秋田県）
- 1590年 : 葛西大崎一揆（かさいおおさき　陸奥国 - 岩手県）
- 1590年 : 和賀・稗貫一揆（わが、ひえぬき　陸奥国 - 岩手県）
- 1590年 : 庄内藤島一揆（しょうないふじしま　出羽国 - 山形県）

1590年 - 1603年
- 1591年 : 九戸政実の乱（くのへまさざね　陸奥国 - 青森県・岩手県）
  - 九戸城の戦い（くのへじょう　陸奥国 - 岩手県二戸市）
- 1592年 : 梅北一揆（うめきた　日向国）
- 1592年 : 謝名の乱（しゃな　琉球）
- 1592年 - 1593年 : 文禄の役（ぶんろくのえき　朝鮮）
  - 1592年 : 釜山鎮の戦い（ふざんちん　朝鮮）
  - 1592年 : 多大鎮の戦い（ただいちん　朝鮮）
  - 1592年 : 東萊城の戦い（とうらいじょう　朝鮮）
  - 1592年 : 尚州の戦い（しょうしゅう　朝鮮）
  - 1592年 : 忠州の戦い（ちゅうしゅう　朝鮮）
  - 1592年 : 玉浦海戦（ぎょくほ　朝鮮）
  - 1592年 : 臨津江の戦い（りんしんこう　朝鮮）
  - 1592年 : 大同江の戦い（だいどうこう　朝鮮）
  - 1592年 : 第一次平壌城の戦い（へいじょう　朝鮮）
  - 1592年 : 閑山島海戦（かんざんとう　朝鮮）
  - 1592年 : 海汀倉の戦い（かいていそう　朝鮮）
  - 1592年 : 釜山浦海戦（ふざんほ　朝鮮）
  - 1592年 : 第一次普州城攻防戦（しんしゅうじょう　朝鮮）
  - 1593年 : 幸州山城の戦い（こうしゅうさんじょう　朝鮮）
  - 1592年 : 第二次平壌城の戦い（へいじょう　朝鮮）
  - 1593年 : 碧蹄館の戦い（へきていかん　朝鮮）
  - 1593年 : 第二次普州城攻防戦（しんしゅうじょう　朝鮮）
- 1597年 - 1598年 : 慶長の役（けいちょうのえき　朝鮮）
  - 1597年 : 漆川梁海戦（しっせんりょう　朝鮮）
  - 1597年 : 南原城の戦い（なんげんじょう　朝鮮）
  - 1597年 : 黄石山城の戦い（こうせきさんじょう　朝鮮）
  - 1597年 : 稷山の戦い（しょくさん　朝鮮）
  - 1597年 : 鳴梁海戦（めいりょう　朝鮮）
  - 1597年 : 第一次蔚山城の戦い（うるさんじょう　朝鮮）
  - 1598年 : 順天城の戦い（じゅんてんじょう　朝鮮）
  - 1598年 : 第二次蔚山城の戦い（うるさんじょう　朝鮮）
  - 1598年 : 泗川の戦い（しせん　朝鮮）
  - 1598年 : 露梁海戦（ろりょう　朝鮮）
- 1599年 : 庄内の乱（しょうない　日向国）
- 1600年 : 関ヶ原の戦い（せきがはら　全国）
  - 1600年 : 会津征伐（あいづ　東北地方）
  - 1600年 : 伏見城の戦い（ふしみじょう　山城国 - 京都府京都市）
  - 1600年 : 田辺城の戦い（たなべじょう　丹後国 - 京都府舞鶴市）
  - 1600年 : 白石城の戦い（しろいしじょう　陸奥国 - 宮城県白石市）
  - 1600年 : 大聖寺城の戦い（だいしょうじじょう　加賀国 - 石川県加賀市）
  - 1600年 : 浅井畷の戦い（あさいなわて　加賀国　石川県小松市）
  - 1600年 : 木曽川・合渡川の戦い（きそがわ、ごうとがわ　美濃国 - 岐阜県岐阜市・瑞穂市）
  - 1600年 : 河田木曽川渡河の戦い（こうだきそがわとこう　美濃国 - 岐阜県各務原市）
  - 1600年 : 米野の戦い（こめの　美濃国 - 岐阜県岐阜市）
  - 1600年 : 竹ヶ鼻城の戦い（たけがはなじょう　美濃国 - 岐阜県羽島市）
  - 1600年 : 岐阜城の戦い（ぎふじょう　美濃国 - 岐阜城岐阜市）
  - 1600年 : 上野城の戦い（うえのじょう　伊賀国 - 三重県伊賀市）
  - 1600年 : 安濃津城の戦い（あのつじょう　伊勢国 - 三重県津市）
  - 1600年 : 大聖寺城の戦い（だいしょうじじょう　加賀国 - 石川県加賀市）
  - 1600年 : 八幡城の合戦（はちまんじょう　美濃国 - 岐阜県郡上市）
  - 1600年 : 第二次上田合戦（うえだ　信濃国 - 長野県上田市）
  - 1600年 : 大津城の戦い（おおつじょう　近江国 - 滋賀県大津市）
  - 1600年 : 慶長出羽合戦（けいちょう、でわ　出羽国 - 山形県）
    - 1600年 : 長谷堂城の戦い（はせどうじょう　出羽国 - 山形県山形市）

  - 1600年 : 上杉遺民一揆（うえすぎいみん　越後国 - 新潟県）
  - 1600年 : 石垣原の戦い（いしがきばら　豊後国 - 大分県別府市）
  - 1600年 : 佐賀関の戦い（さがのせき　豊後国 - 大分県大分市）
  - 1600年 : 杭瀬川の戦い（くいせがわ　美濃国 - 岐阜県大垣市）
  - 1600年 : 関ヶ原の戦い（せきがはら　美濃国 - 岐阜県関ケ原町）
  - 1600年 : 大垣城の戦い（おおがきじょう　美濃国 - 岐阜県大垣市）
  - 1600年 - 1601年 : 岩崎一揆（いわさきいっき　陸奥国 - 岩手県）
    - 1600年 : 花巻城の夜討ち（はなまきじょうのようち　陸奥国 - 岩手県花巻市）
    - 1600年 : 岩崎城の戦い（いわさきじょう　陸奥国 - 岩手県北上市）

  - 1600年 : 佐和山城の戦い（さわやまじょう　近江国 - 滋賀県彦根市）
  - 1600年 : 鳥羽城の戦い（とばじょう　志摩国 - 三重県鳥羽市）
  - 1600年 : 三津浜夜襲（みつはまやしゅう　伊予国 - 愛媛県松山市）
- 1601年 : 松川の戦い（まつかわ　陸奥国 - 福島県福島市）
- 1602年 : 稲津の乱（いなづ　日向国）

## 江戸時代
- 1609年 : 琉球侵攻（りゅうきゅう　琉球国 - 沖縄県）
- 1614年 - 1615年 : 大坂の陣（おおさか　摂津国など）
  - 1614年 - 1615年（慶長19年） : 大坂冬の陣（おおさかふゆのじん　摂津国）
    - 1614年 : 木津川口の戦い（きづがわ　摂津国 - 木津川）
    - 1614年 : 鴫野の戦い（しぎの　摂津国 - 大阪府大阪市）
    - 1614年 : 今福の戦い（いまふく　摂津国 - 大阪府大阪市）
    - 1614年 : 博労淵の戦い（ばくろうぶち　摂津国 - 大阪府大阪市）
    - 1614年 : 野田・福島の戦い（のだ、ふくしま　摂津国 - 大阪府大阪市）
    - 1614年 - 1615年（慶長19年） : 真田丸の戦い（さなだまる　摂津国 - 大阪府大阪市）

  - 1615年 : 大坂夏の陣（おおさかなつのじん　摂津国、河内国、大和国、紀伊国）
    - 1615年 : 郡山城の戦い（こおりやまじょう　大和国 - 奈良県大和郡山市）
    - 1615年 : 紀州一揆（きしゅう　紀伊国 - 和歌山県）
    - 1615年 : 樫井の戦い（かしい　和泉国 - 大阪府泉佐野市）
    - 1615年 : 道明寺の戦い（どうみょうじ　河内国 - 大阪府藤井寺市）
    - 1615年 : 八尾・若江の戦い（やお、わかえ　河内国 - 大阪府八尾市・東大阪市）
    - 1615年 : 天王寺・岡山の戦い（てんのうじ、おかやま　河内国 - 大阪府大阪市）
- 1637年 - 1638年 : 島原の乱（しまばら　肥前国）
- 1669年 : シャクシャインの戦い（蝦夷地）
- 1771年 - 1772年 : ロシア人とメナシクルの抗争（蝦夷地　千島列島）
- 1786年 : 宿毛一揆（すくも　土佐国）
- 1789年 : クナシリ・メナシの戦い（蝦夷地）
- 1806年 - 1807年 : 文化露寇（蝦夷地）
- 1814年 : 北越騒動（ほくえつ　越後国）
- 1831年 : 長州藩天保一揆（ちょうしゅう、てんぽう　周防国）
- 1837年 : 大塩平八郎の乱（大阪）
- 1838年 : 佐渡一国一揆（さど　佐渡国）
- 1853年- 1856年 : クリミア戦争（肥前国、伊豆国、蝦夷地）
- 1863年 : 天誅組の変（てんちゅうぐみ　大和国）
- 1863年 : 生野の変（いくの　但馬国）
- 1863年 : 天狗党の乱（てんぐとう　常陸国）
- 1863年 : 薩英戦争（さつえい　薩摩国）
- 1864年 : 禁門の変（きんもん　山城国 - 京）
- 1864年　天王山籠城戦　（てんのうざん　山城国　京都府乙訓郡大山崎町　）
- 1864年 : 下関戦争（しものせき　長門国）
- 1864年 : 長州征討（ちょうしゅう　長門国、周防国）
- 1868年 : 松山戦争（まつやま　常陸国、下総国）
- 1868年 - 1869年 : 戊辰戦争（ぼしん　全国）
  - 1868年 : 鳥羽・伏見の戦い（とば、ふしみ　山城国）
    - 1868年 : 淀千両松の戦い（よどせんりょうまつ　山城国）

  - 1868年 : 阿波沖海戦（あわおき　阿波国）
  - 1868年 : 甲州勝沼の戦い（こうしゅう、かつぬま　甲斐国）
  - 1868年 : 宇都宮城の戦い（うつのみやじょう　下野国）
  - 1868年 : 市川・船橋戦争（いちかわ、ふなばし　下総国）
  - 1868年 : 五井戦争（ごい　上総国）
  - 1868年 : 上野戦争（うえの　武蔵国）
  - 1868年 : 北越戦争（ほくえつ　越後国）
  - 1868年 : 会津戦争（あいづ　陸奥国）
    - 1868年 : 白河口の戦い（しらかわぐち　陸奥国 - 福島県白河市）
    - 1868年 : 母成峠の戦い（ぼなりとうげ　陸奥国 - 福島県郡山市・猪苗代町）
    - 1868年 : 二本松の戦い（にほんまつ　陸奥国 - 福島県二本松市）
    - 1868年 : 今市の戦い（日光口の戦い）（いまいち、にっこうぐち　下野国）
    - 1868年 : 磐城の戦い（いわき　陸奥国 - 福島県浜通り）
    - 1868年 : 会津城籠城戦（あいづじょう　陸奥国 - 福島県会津若松市）
    - 1868年 - 1869年 : 会津世直し一揆（ヤーヤー一揆）（あいづ　陸奥国 - 福島県会津）

  - 1868年 : 秋田戦争（あきた　出羽国 - 秋田県、陸奥国 - 岩手県・青森県）
  - 1868年 : 弘道館戦争（こうどうかん　常陸国）
  - 1868年 : 野辺地戦争（のへじ　陸奥国）

## 東京時代
（詳しくは「東京時代」を参照）
- 1868年 : 上田騒動（うえだ　信濃国下田藩）[9][10]
- 1868年- 1869年(明治2年) : 箱館戦争、己巳の役（はこだて、きし　北海道函館市）
  - 1869年 : 宮古湾海戦、宮古港海戦（みやこわん、みやここう　岩手県宮古市宮古港）
  - 1869年 : 松前の戦い（まつまえ　北海道松前郡松前町）
  - 1869年 : 二股口の戦い（ふたまたぐち　蝦夷地）
  - 1869年 : 木古内の戦い（きこない　北海道上磯郡木古内町）
- 1869年 : 会田・麻績騒動（あいだ・おみそう　信濃国筑摩郡）
- 1869年 : ばんどり騒動（越中国）[11][12][13]
- 1870年 : 庚午事変、稲田騒動（こうご、いなだ　淡路国徳島藩）[14][15][16]
- 1870年 : 松代騒動、牛札騒動（まつよ、うまさつ　信濃国松代藩）
- 1870年 : 中野騒動（なかの　信濃国中野県）
- 1871年- 1873年 : 解放令反対一揆（かいほうれい　西日本）[17][18]
- 1873年 - 1874年 : 血税一揆（けつぜい　西日本）[19]
  - 1873年 : 美作騒擾、美作騒擾事件（みまさか　北条県西西条郡、苫田郡、久米郡、英田郡、勝田郡、真庭郡）[20][21]
  - 1873年 :会見血税一揆、竹槍騒動、会見郡徴兵反対一揆（かいけんけつぜい、たけやり、かいけんぐんちょうへい　鳥取県会見郡）
  - 1873年 : 西讃竹槍騒動、西讃農民騒動（せいさん　名東県豊田郡、三野郡、多度郡、那珂郡、阿野郡、鵜足郡、香川郡）
- 1873年 : 筑前竹槍一揆（ちくぜん　福岡県）
- 1874年 : 佐賀の乱、佐賀の役[22]、佐賀戦争[22]（さが　佐賀県）[23]
  - 1874年 : 佐賀城の戦い（さがじょう　佐賀県佐賀市佐賀城）
  - 1874年 : 朝日山の戦い（あさひやま　佐賀県鳥栖市村田町朝日山）
  - 1874年 : 寒津川の戦い（かんつがわ　寒津川）
  - 1874年 : 田手川の戦い（たでがわ　田手川）
  - 1874年 : 三瀬の戦い（みつせ　佐賀県三瀬村）
  - 1874年 : 境原の戦い（さかいばる　佐賀県神埼市千代田町境原）  台湾出兵にて、石門進撃の絵図西南戦争の浮世絵(『鹿児島暴徒出陣図』 月岡芳年画)西南戦争にて、城山の戦いの絵図

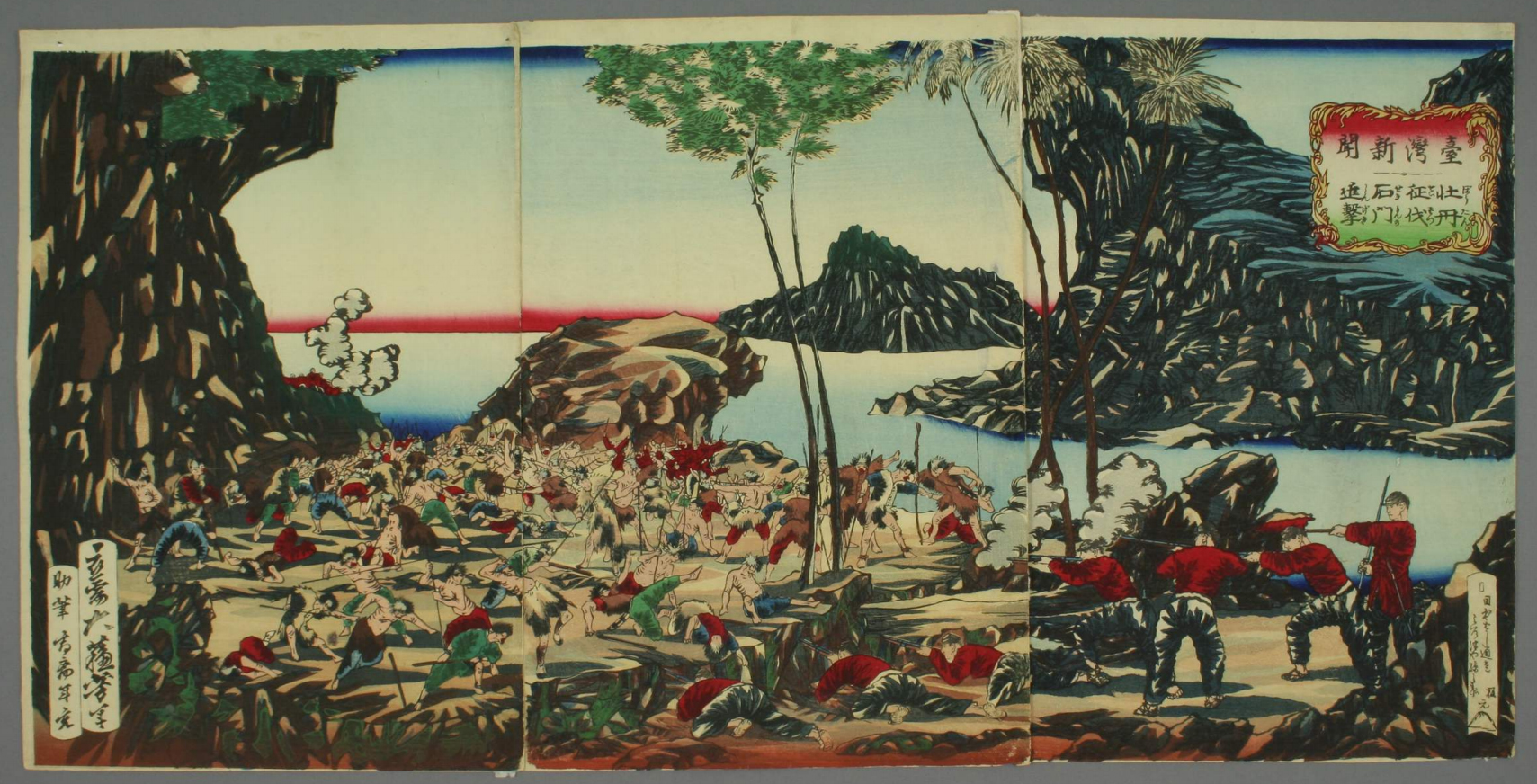
台湾出兵にて、石門進撃の絵図

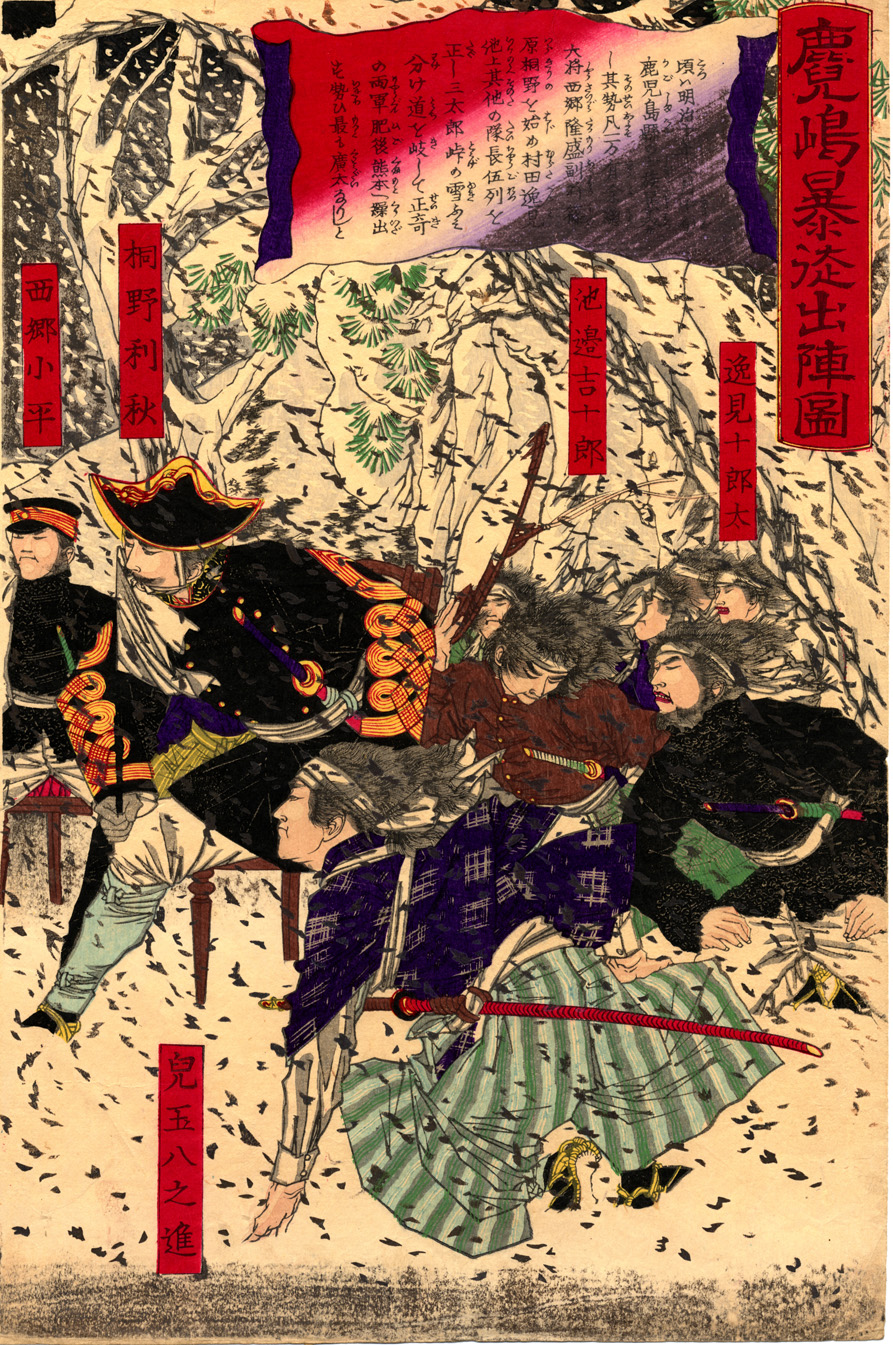
西南戦争の浮世絵(『鹿児島暴徒出陣図』 月岡芳年画)

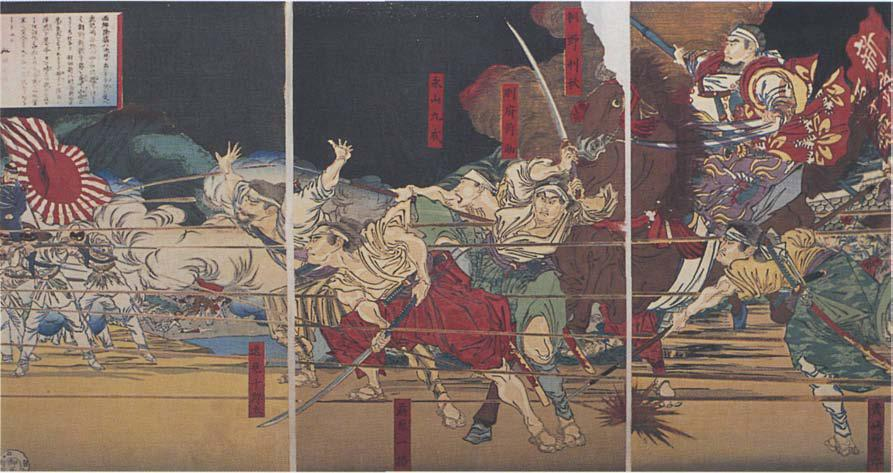
西南戦争にて、城山の戦いの絵図

- 1874年 : 台湾出兵、征台の役、台湾事件（たいわん、せいたい　台湾南部）[24]
- 1875年 : 江華島事件、雲揚号事件（こうかとう、うんようごう　朝鮮西部・江華島、黄海）[25]
- 1876年 : 神風連の乱、神風連の変、敬神党の乱（しんぷうれん、けいしんとう　熊本県熊本市）[26]
- 1876年 : 秋月の乱（あきづき　福岡県秋月）[27]
- 1876年 : 萩の乱（はぎ　山口県萩）
- 1876年 : 伊勢暴動（いせ　愛知県、岐阜県、三重県、堺県）
- 1877年 : 西南戦争、西南の役（せいなん　大分県、熊本県、宮崎県、鹿児島県）
  - 1877年 : 熊本城攻防戦、熊本城強襲（くまもとじょう　熊本県・熊本城）
    - 1877年 : 植木の戦い（うえき　熊本県植木町）
    - 1877年 : 木葉の戦い（このは　熊本県木葉町）

  - 1877年 : 高瀬の戦い（たかせ　熊本県高瀬町）
  - 1877年 : 田原坂の戦い（たばるざか　熊本県田原坂）
  - 1877年 : 植木・木留の戦い（うえき・きとめ　熊本県植木、木留）
  - 1877年 : 小川の戦い（おがわ　熊本県小川）
  - 1877年 : 松橋の戦い（まつばせ　熊本県松橋）
  - 1877年 : 城東会戦（じょうとう　熊本県城東）
  - 1877年 : 人吉攻防戦（ひとよし　熊本県人吉）
  - 1877年 : 大口の戦い（おおくち　鹿児島県大口）
  - 1877年 : 紫原の戦い（むらさきばる　鹿児島県紫原）
  - 1877年 : 豊後の戦い（ぶんご　宮崎県豊後）
  - 1877年 : 茶屋の辻の戦い、竹田の戦い（ちゃやのつじ、たけた　大分県竹田市）
  - 1877年 : 野尻の戦い（のじり　宮崎県野尻）
  - 1877年 : 米良の戦い（めら　宮崎県米良）
  - 1877年 : 宮崎の戦い（みやざき　宮崎県宮崎市）
  - 1877年 : 美々津の戦い（みみつ　宮崎県美々津）
  - 1877年 : 和田越の戦い（わだとうげ　宮崎県・和田越え）
  - 1877年 : 可愛岳の戦い（えのだけ　鹿児島県可愛岳）
  - 1877年 : 城山の戦い（しろやま　鹿児島県城山）
- 1884年 : 秩父事件（ちちぶ　埼玉県秩父郡）

これ以降の戦争・戦闘については大日本帝国の戦闘一覧および日本が関与した戦争一覧、Category:日本の暴動事件を参照。